# Балагура, Татьяна Ивановна
Татьяна Ивановна Балагура (род. 12 января 1960) — украинский деятель образования, учительница, Герой Украины (2009).

## Биография
Родилась 12 января 1960 года.
Окончила гимназию № 30 г. Полтавы. В 1981 году закончила Полтавский государственный педагогический институт, получив диплом с отличием.
В 1980—2001 годах работала учителем украинского языка и литературы учебно-воспитательного комплекса № 32 г. Полтавы.
С 2001 года работает учителем украинского языка и литературы Полтавского городского лицея № 1 имени И. П. Котляревского.

## Награды и звания
- Звание Герой Украины (с вручением ордена Державы, 19.08.2009 — за выдающийся личный вклад в развитие национального образования, внедрение инновационных методов обучения и воспитания молодого поколения, плодотворную педагогическую деятельность).
- Награждена знаком «Отличник образования Украины» (1988), грамотой Министерства образования и науки Украины (1989), грамотой Полтавской областной государственной администрации.
- Победитель Всеукраинского конкурса «Учитель года» (1996).
- Лауреат областной премии И.П. Котляревского за существенный вклад в развитие и утверждение украинского языка в обществе.